# Magdalena Zeger
Magdalena Zeger (1491 – Kolding, 16 de enero de 1568) fue una calendista, astrónoma y astróloga. Se conservan sus almanaques y pronósticos de Hamburgo de los años 1561 y 1563. Los calendarios de Zeger son las primeras publicaciones independientes de una mujer en astronomía.

## Vida
Magdalena Zeger nació en torno a 1491, según se desprende de los datos de su epitafio en Kolding, según los cuales murió en 1568 a la edad de 77 años. No se sabe nada más sobre su lugar de nacimiento ni sobre su hogar paterno. Se casó con el médico Thomas Zeger, procedente del Ducado de Cleves. Con él tuvo un hijo, Thomas Zeger el Joven.
En un principio, la vida de Magdalena Zeger estuvo estrechamente ligada a la carrera de su marido. Poco se sabe con certeza sobre los comienzos de la carrera académica de Thomas Zeger. En 1527 fue nombrado primer profesor de matemáticas en la recién fundada Universidad de Marburgo. Thomas Zeger comenzó a escribir calendarios hacia 1530 y probablemente transmitió sus conocimientos de astronomía a su esposa. Trabajó como Stadtphysikus en Goslar y fue llamado a Hamburgo como físico en 1531, donde trabajó hasta 1537. 
Después pasó un breve periodo en Husum antes de ser nombrado profesor de medicina en la Universidad de Copenhague en 1538. Dejó Copenhague de nuevo en 1539 cuando se convirtió en médico personal del duque de Mecklemburgo Enrique V. Su hijo y el de Magdalena Zeger, Thomas Zeger el Joven, se matriculó en la Universidad de Rostock ese mismo año.  No se ha conservado más información sobre él ni sobre otros posibles hijos de los señores Zeger. Cuando el rey danés Cristián III nombró a Thomas Zeger médico personal en 1542, éste regresó a Copenhague como "Physicus & Mathematicus". Thomas Zeger como médico personal en 1542, regresó a Copenhague como "Physicus & Mathematicus" y murió allí en 1544.
Algún tiempo después de la muerte de su marido, Magdalena Zeger se trasladó a Kolding, en Jutlandia Oriental, posiblemente en el séquito de la reina Dorotea de Sajonia-Lauenburg, quien, junto con su marido Cristián III vivía en una residencia real y tuvo su residencia de viuda allí después de su muerte en 1559. Aquí Zeger escribió almanaques y pronósticos, que Johann Wickradt el Joven imprimió en Hamburgo. Estas son las primeras impresiones de calendarios que se conocen publicadas en Hamburgo. Las ediciones de 1561 y 1563 han sobrevivido. También se dice que compiló calendarios para Dinamarca durante muchos años, aunque éstos no han sobrevivido.
Magdalena Zeger falleció en Kolding el 16 de enero de 1568 a la edad de 77 años. Famosa por sus conocimientos de astronomía y astrología, fue también una mujer adinerada y fue enterrada en la Iglesia de San Nicolás (Kolding Kommune). Su epitafio en la sacristía de la iglesia ya no existía a mediados del siglo XIX, pero el texto ha sobrevivido. Menciona su experiencia en astronomía y en la elaboración de almanaques y su compromiso con la fe cristiana, que ella -como otros calendarios de la época- tuvo que reafirmar una y otra vez frente al escepticismo eclesiástico hacia las predicciones astrológicas: 
"Aquí yace enterrada la virtuosa señora Magdalena, de los altos ángeles Medici, beata Thomae Zegeri, viuda, que vivió una honesta vida cristiana y murió el 16 de enero del año 68 de su edad en el LXXVII año de su vida. en el LXXVII año en Coldingen con previa confesión de su fe cristiana, fe en la que había sido completamente fundada por Dios, falleció bendecida. Tenía experiencia en astronomía: y como hacía almanaques fue le preguntó su confesor qué pensaba de ello, se encontró que ella sostenía su fe cristiana no pensaba nada de ello."
La tradición del texto se remonta al historiador danés Otto Sperling, quien hacia 1706 incluyó a Magdalena Zeger en un catálogo biográfico de 1399 mujeres eruditas.

## Formación y obras
No se sabe nada preciso sobre la educación y formación de Magdalena Zeger. Dominaba los conceptos básicos de la astronomía y sabía cómo y por qué tenía que realizar qué cálculos astronómicos, por ejemplo para calcular la fecha de Pascua. Tenía conocimientos históricos y teológicos, que incorporó a sus calendarios como complementos educativos. Su conocimiento del latín era suficiente para utilizar citas y literatura en latín. En sus calendarios hace referencia a los trabajos astronómicos del erudito árabe Rhazes, el Centiloquio atribuido a Ptolomeo y la obra de Paracelso.
Como mujer, no podría haber asistido a la escuela secundaria ni a la universidad en ese momento. Sus conocimientos básicos de matemáticas y latín se los debía a sus padres, de quienes no se sabe nada, o a su marido, quien probablemente también le enseñó a hacer calendarios. [10] No se sabe exactamente cuándo Zeger comenzó a crear calendarios y pronósticos.
Se dice que a lo largo de los años escribió un calendario anual para Dinamarca. No está claro a qué calendario se refiere y si era válido para toda Dinamarca, ya que no ha sobrevivido ninguna copia de un calendario danés con su nombre. Se conservan los almanaques y pronósticos de Zeger de los años 1561 y 1563, que calculaba para la latitud de Hamburgo. Los escritos fueron escritos en bajo alemán medio e impresos en Hamburgo. Aparecieron en formato Sedez con 16 hojas cada uno. A diferencia de los breves pronósticos en latín de su marido, los escritos en bajo alemán de Magdalena Zeger, que contienen muchos textos didácticos y teológicos, están dirigidos a la clase media, que sabía leer pero no necesariamente latín.
Los almanaques y pronósticos de Zeger sólo se han conservado como material de desecho , es decir, se reutilizaron para las cubiertas de libros posteriores y fueron descubiertos alrededor de 1900 en la biblioteca de la Universidad de Rostock. Por lo tanto, el papel se recorta para que se ajuste a la portada, por lo que se pierde el texto. Los cuatro ejemplares se conservan en las colecciones especiales de la Biblioteca de la Universidad de Rostock.
Ambos almanaques tienen la misma estructura. La portada va seguida inicialmente de una confesión de fe cristiana. La página siguiente explica los símbolos astronómicos utilizados . A esto le siguen 12 tablas mensuales, que en primer lugar nombran el mes en latín y bajo alemán y la duración del mes, p. B.: “Januarius Hardemaen. Hefft XXXI. Dage.” (enero tiene 31 días). Debajo, en columnas, está primero el recuento de días, en la segunda columna los días abreviados de la semana, luego los santos y días festivos diarios, en la cuarta columna los signos del zodíaco, luego la fase de la luna y en la última columna la previsión meteorológica. Las semanas están separadas por una línea que indica el evangelio dominical correspondiente. Zeger menciona acontecimientos históricos dignos de mención entre las tablas mensuales, por ejemplo el fin del anabaptismo de Münster en 1535, la Guerra de los Campesinos en 1525 o la ejecución de Klaus Störtebeker en 1401. El almanaque de 1563 también contiene breves informaciones sobre el eclipse solar y lunar de ese año. Ambos almanaques terminan con el breve capítulo "Van Aderlaten vnd Köppe Settende", que describe el momento más favorable para las sangrías y las ventosas.
La Prognostication edder Practica de 1561 y la Practica de 1563 también están estructuradas de manera similar. En ambos, la portada va seguida de una confesión cristiana. El pronóstico de 1561 describe inicialmente en términos generales la posición de los planetas y del sol en los signos del zodíaco, así como la entrada del sol en Aries, que significa "vele gudes" (muy bien). Luego nombra al sol, Júpiter y Venus como los regentes anuales y enfatiza que estos “no por sus propios poderes u obras, sino por el poder de Dios” influyen el destino de este año. En la Practica de 1563, a la confesión le siguen dos cifras del horóscopo para la luna llena del 2 de septiembre y para la gran conjunción entre Júpiter y Saturno del 16 de septiembre, sobre las cuales Zeger predice que este evento no tendrá “ningún efecto aterrador para el cristiano piadoso, dividido por un gran gozo en nuestros corazones, que luego sucedió con la cicatriz, cuando se verá venir con gran poder y gloria, nuestro destrozado y redentor" (= "no hay terror en absoluto, sino un gran gozo en nuestro corazones cuando esto suceda, porque veremos a nuestro barquero y Salvador venir con gran poder y gloria”). La Práctica se ocupa luego del eclipse solar del 20 de junio de 1563 y del eclipse lunar del 5 de julio de 1563 y hace breves predicciones sobre su significado, que no se han conservado debido a la pérdida del texto. La siguiente sección de ambos escritos, “Van den veer Quarteren desses Jares”, es el pronóstico astrológico de las cuatro estaciones en términos de salud, guerra, paz y clima. A esto le siguen los capítulos “Van frede vnde Kryge” (De paz y guerra) con predicciones y “Van den Koeplueden” y “Van den Schiplueden”, que ofrecen predicciones para comerciantes y tripulaciones de barcos. El pronóstico de 1561 incluye el capítulo sobre “Nodtorfften desses Jares” y “Van Krancheiden desses Jares” (Las enfermedades de este año). Zeger predice que el “Nodtorfft”, o medio de vida, para el año 1561 será muy prometedor, especialmente para la gente que viven en el este. El último y más extenso capítulo de ambas ediciones “Van den XXI. Lichten desses yars” predice el tiempo para todos los meses del año basándose en las fases de la luna.
Los calendarios de Magdalena Zeger de 1561 y 1563 son importantes para la historia de la ciencia porque representan las primeras publicaciones independientes de una mujer en astronomía. Por tanto, Zeger también puede considerarse una de las primeras mujeres en publicar escritos sobre ciencias naturales en general. No fue hasta el siglo XVII que se conoció a otra fabricante de calendarios, Salome Schimpfer. La exposición Astrónomas: Mujeres que alcanzan las estrellas en el Museo de la Mujer de Bonn rindió homenaje al trabajo astronómico de Zeger con motivo del Año Internacional de la Astronomía 2009.

## Obras de su autoría preservadas
El almanaque y pronóstico para el año 1561 se conserva en los siguientes impresos:
- Almanach vnd Practica Mag=dalenen / Der nagelaten We-dewen Seeliger gedechtenisse / Doctoris Thomae Zegeri. Vppet Jaahr. M.D.LXI., Hamburg: Wickradt, Johann d. J., 1560. UB Rostock Signatur: LIIb-3206.1, auch VD16 Z 212
- Prognostica=tion edder Practica Magdalenen / Der nagelatenen Wedewen / seeliger gedechtenisse / Doctoris Thomae Zegeri / Gecalculert vpt jaar Anno M.D.LXI, Hamburg: Wickradt, Johann d. J., 1561. UB Rostock Signatur: LIIb-3206.2, auch VD16 Z 215

El almanaque y pronóstico para el año 1563 se conserva en los siguientes impresos:
- Almanach vnd Practica Mag=dalenen / der nagelaten We=dewen / Seeliger gedechtenisse / Doctoris Thomae Zegeri / Vppet Jaar M.D.LXIII, Hamburg: Wickradt, Johann d. J., 1562. UB Rostock Signatur: LIIb-3206.3, auch VD16 Z 213
- Practica Magdalenen / Der nagelatenen Wedewen / seeli=ger gedechtenisse / Doctoris Thome Zegeri / Gecalculert vpt jar M.D.LXIII., Hamburg: Wickradt, Johann d. J., 1560. UB Rostock Signatur: LIIb-1243(3).82, auch VD16 Z 214